# I Should Have Known Better
Az I Should Have Known Better az angol rockegyüttes, a The Beatles dala, amelyet John Lennon írt (Lennon–McCartney szerzeményként), és eredetileg az A Hard Day's Night brit albumon adták ki 1964. július 10-én, amely az azonos című filmjükhöz készült. A dal július 13-án megjelent A Hard Day's Night amerikai kislemez B-oldalaként is. A dal hangszerelt változata George Martin vezényletével megjelenik az
album észak-amerikai változatán, az A Hard Day's Night Original Motion Picture Soundtrack nagylemezen is.

## Eredete
Az I Should Have Known Better egyike volt azoknak a daloknak, amelyeket kifejezetten a Beatles debütáló filmje, az Egy nehéz nap éjszakája miatt írtak és rögzítettek.

## Rögzítése
A dal első felvétele 1964. február 25-én volt az EMI egyik studiójában, amikor is három felvételt kíséreltek meg rögzíteni, de csak egy volt kész. A 2. felvétel megszakadt, amikor Lennon nevetésbe tört ki a szájharmonikázás közben. A dalt másnap újra felvették, miután néhány változtatást eszközöltek a hangzáson.
Lennon szájharmonika dallama nyitja meg a számot, amely hangszert az együttes utoljára használt fel dalaihoz (ez alól kivétel az 1964. augusztus 14-én felvett I'm a Loser című dal, amely egy szájharmonika szólót is tartalmaz). A dal középső tizenhat ütemes részének rögzítéséhez George Harrison új Rickenbacker 360/12 12 húros gitárt használt.
A monó és a sztereó változat némileg eltérő szájharmonika bevezetéssel rendelkezik. A sztereó változatban a szájharmonika rövid idő után elhalkul. Ezenkívül egy érezhetően ügyetlen és jól hallható szalagszerkesztés hallatszik a második refrénben a "You're gonna say you love me too, oh," és az "And when I ask you to be mine" sorok között.

## Megjelenése

### Egyesült Királyság
Az Egyesült Királyságban az I Should Have Known Better szerepelt az A Hard Day's Night albumon, amely 1964. július 10-én jelent meg. Akkoriban még nem adták ki kislemezként a dalt, de 1976-ban a dal a Yesterday B-oldalként jelent meg.

### Egyesült Államok
Az Amerikai Egyesült Államokban a dal 1964. július 13-án jelent meg az A Hard Day's Night B-oldalaként, és a Billboard Hot 100 listáján az 53., a Cash Box listán pedig a 43. helyet érte el.
A filmszerződés részeként a United Artists albumkiadási jogokat szerzett az amerikai piacra. A társaság 1964. június 26-án kiadott egy soundtrack albumot nyolc Beatles dallal és négy hangszerelt változatával együtt. A I Should Have Known Better című dalt a filmben előadták, és megjelenik a filmzene albumon is. A Capitol Records egy hónappal később kiadta a Something New albumot, amely az A Hard Day's Night brit albumáról származó dalok, valamint a filmben fel nem használt dalok között szerepel. A dalok később a Hey Jude válogatásalbumon is megjelentek 1970-ben.

### Európa
Az I Should Have Known Better kislemezként jelent meg számos európai országban, köztük: Norvégiában (,ahol a slágerlista első helyet érte el), Olaszországban (,ahol egy hetet töltött a lista 15. helyén), Nyugat-Németországban (,ahol a hatodik helyet érte el) és Svédországban (ahol négy hétig vezette a Kvällstoppen Chart listáját).

## Közreműködött
Ian MacDonald szerint:
- John Lennon – duplázott ének, akusztikus ritmusgitár, szájharmonika
- Paul McCartney – basszusgitár
- George Harrison – 12 húros szólógitár
- Ringo Starr – dob

## A filmben
A dalt az Egy nehéz nap éjszakája film vonat kupé jelenetében is előadja az együttes. Valójában egy furgonban forgatták azt a jelenetet, amelynek járművét a legénység tagjai ringatták, hogy szimulálják egy mozgó vonatot. Paul McCartney ajakszinkronizálást hajtottak végre mind a vonatjelenetben, mind a film végén lévő élő koncertnél, annak ellenére, hogy valójában nem énekel a felvételen.

## Fordítás
Ez a szócikk részben vagy egészben  az   I Should Have Known Better című angol Wikipédia-szócikk fordításán alapul.  Az eredeti cikk szerkesztőit annak laptörténete sorolja fel. Ez a jelzés csupán a megfogalmazás eredetét és a szerzői jogokat jelzi, nem szolgál a cikkben szereplő információk forrásmegjelöléseként.

## Jegyzet
1. ↑  Molnár Imre –Molnár Gábor. Halhatatlan Beatles, 100. o. (2001)
2. 1 2 3  Bánosi–Tihanyi. Beatles zenei kalauz, 50. o. (1999)
3. ↑  Ian Macdonald. A fejek forradalma, 153. o. (2015)
4. ↑  Topp 20 Single uke 42, 1964 - VG-lista. Offisielle hitlister fra og med 1958. web.archive.org, 2011. május 25. [2011. május 25-i dátummal az eredetiből archiválva]. (Hozzáférés: 2023. június 24.)
5. ↑  M&D: Classifiche. web.archive.org, 2016. december 1. [2016. december 1-i dátummal az eredetiből archiválva]. (Hozzáférés: 2023. június 24.)
6. ↑  INFINITY CHARTS: German Top 20. ki.informatik.uni-wuerzburg.de. [2010. szeptember 29-i dátummal az eredetiből archiválva]. (Hozzáférés: 2023. június 24.)
7. ↑  Swedish Charts 1962 – March 1966/Kvällstoppen – Listresultaten vecka för vecka > November 1964 (PDF). web.archive.org. hitsallertijden.nl. [2021. február 24-i dátummal az eredetiből archiválva]. (Hozzáférés: 2023. június 24.)

## Külső hivatkozás
The Beatles - I Should Have Known Better a Youtube-on